# 守谷藩
守谷藩（もりやはん）は、下総国相馬郡守谷（現在の茨城県守谷市）を居所として、徳川家康の関東入部から江戸時代前期まで存在した藩。土岐定政（菅沼定政）が1万石で入封し、1617年に2代目の土岐定義が摂津国高槻藩に移封された。その後、3代目の土岐頼行が1619年に領地を相馬郡内1万石に移されているが、頼行を「守谷藩主」として扱うかについては解釈が分かれる。頼行は1628年に出羽国上山藩に移封された。
一般的には、土岐氏の転出によって守谷藩は廃藩となったと見なされる。ただし、それ以後に守谷の領主となり、守谷に陣屋を置いた堀田正俊・酒井忠挙について「守谷藩主」と叙述する書籍もある。

## 歴史

### 前史

#### 戦国期の守谷領
「守谷」の地名は、古くは「守屋」や「森屋」などとも記された。「守谷」で定着するのは寛政20年（1643年）ごろとされる（本項では基本的に「守谷」で統一する）。戦国期には下総相馬氏が守谷城を居城として周辺地域を治めていた。
永禄10年（1567年）、相馬治胤は小田原北条氏との和睦の条件として、北条氏庇護下の古河公方足利義氏に守谷城を献上することを取り決め、北条氏に守谷城を明け渡した。
永禄11年（1568年）には北条氏による大規模な改築・拡張を受けた。義氏は実際に一時期守谷城に移っており、治胤は高井城（取手市下高井）などの支城に移ったと見られる。天正18年（1590年）の小田原合戦において、相馬治胤は北条方に従って小田原城籠城に参加し、戦後に領地を没収された。

#### 守谷入封以前の土岐（菅沼）定政
土岐（菅沼）定政は美濃土岐氏の一族で、元は明智を称していたが、父が討死して一族は離散し、定政は母方の菅沼氏を頼って三河国に逃れた。定政は菅沼姓を称して徳川家康の近侍となり、多くの戦功を挙げた。天正10年（1582年）に武田家が滅びたのち、甲斐国巨摩郡切石（現在の山梨県南巨摩郡身延町切石）で1万石の所領を与えられた。天正18年（1590年）の小田原征伐に、菅沼定政は穴山衆を預かって従軍し、小田原落城後は関宿城守衛の任務にあたった。

### 土岐氏3代

#### 立藩から土岐定義の高槻移封まで
天正18年（1590年）9月、菅沼定政は相馬郡に領知を移され、守谷（『寛政重修諸家譜』は「守屋」と表記する）を居所とした。定政は九戸政実の乱への出兵に従い、朝鮮出兵に際して名護屋城に赴いている。領内経営にあたる余裕はあまりなかったと見られ、守谷において特段の事績は伝えられていない。
文禄2年（1593年）、菅沼定政は家康の命により「土岐」に名字を復した。
慶長2年（1597年）3月、土岐定政は守谷で死去し、子の土岐定義が跡を継いだ。定義は慶長7年（1602年）、佐竹義宣が去った後の常陸国に松平康重とともに赴いて水戸城守衛の任に当たり、佐竹旧臣車斯忠の反乱を鎮圧している。その後、定義は大番頭に就任している。20年にわたり守谷の領主であった定義であるが、領内経営の事績として伝えられることは多くはない。その一つとしては、慶長3年（1598年）に八坂神社を高野村本宿（守谷市高野）から現在地（守谷市本町）に遷座していることが挙げられる。
元和3年（1617年）、定義は摂津国高槻藩（2万石）に加増移封となった。
守谷は幕府直轄領となり、岡登甚右衛門と浅井八右衛門が代官となった。

#### 土岐頼行の相馬郡復領から上山転出まで
元和5年（1619年）、土岐定義は高槻で没した。子の土岐頼行（12歳）が跡を継いだが、年少であることを理由として、下総国相馬郡内1万石に減転封された。大坂と京の中間に位置する要衝である高槻を預けることが不安視されたとみられる。
『寛政重修諸家譜』では、頼行の居所は明示されていない。寛永2年（1625年）12月11日に領知朱印状が交付されているが、1万石の領知のうち下総国相馬郡内では19か村8535石とある。ただし具体的な村名は不明である。さきに定義の領地であった村々である可能性は考えられ、「守谷藩」への復帰とされることもある（次節参照）。
頼行は元和7年（1621年）、荒廃していた愛宕神社（守谷市本町）を再建し、壮麗な社殿や拝殿を寄進した（社殿・拝殿は大正時代に焼失）。このとき、頼行の家臣である井上九左衛門と賀藤久太夫が奉納した鰐口（守谷市指定文化財）が伝わっている。
土岐頼行は、寛永元年（1624年）に岩槻城守衛を命じられるなど、幕府の公務を務めた。『寛政重修諸家譜』によれば寛永5年（1628年）2月、「祖父の忠功」を踏まえて1万5000石を加増され（合計2万5000石）、出羽上山に移された。『徳川実紀』では『江城年録』を出典として、寛永4年（1627年）3月14日に「下総国守屋」より上山に転封とする。

#### 「廃藩」の時期について
歴史事典など全国的な「藩」の動向を扱う書籍類では一般に、「守谷藩」は譜代大名土岐氏1万石の藩として記され、その転出以後は守谷の地に「藩」は置かれなかったという認識が示されている。ただし、土岐氏の藩とした場合にも、土岐頼行が相馬郡内に移されたことの解釈をめぐり、書籍によって「廃藩」の時期が異なる。
一つは、元和3年（1617年）に定義が高槻に移封されたことにより守谷藩は廃藩になったと見なす記述である。『角川地名大辞典』や『藩と城下町の事典』 がこのような認識となっている。この場合、頼行の「藩」については、相馬郡内に所在するものの居所不詳の藩となる。この見地から、頼行の藩は「下総相馬藩」と表現されることもある。
もう一つは、頼行が守谷藩に復帰したとする見解である。『角川新版日本史辞典』の「近世大名配置表」では、定義の代に転出した土岐家は頼行の代に守谷藩に戻り、頼行の転出（寛永4年説をとっている）をもって廃藩となったと記している。『日本史広辞典』（山川出版社）の一覧表「大名配置」では、1628年に上山藩に移された頼行の前封地が下総守谷とある。

### 土岐氏以後の「守谷藩主」
土岐氏以後に当地の領主となり、守谷に支配拠点（陣屋）を置いた堀田正俊・酒井忠挙らも「守谷城主（守谷藩主）」として扱われることがある。たとえば、川嶋建・石井國宏共著『守谷城と下総相馬氏』（守谷市、2022年）では、土岐定政・定義・頼行の3代に加え堀田正俊・酒井忠挙も「守谷藩主」の歴代に含めている。
土岐頼行の転出後、その旧領1万石は分割され、守谷を含む9000石が旗本伊丹康勝に、1000石が伊丹勝長（康勝の子）に与えられたと見られる。寛永10年（1633年）、康勝は3000石の加増を受けて大名となり、領地を甲斐に移された（甲斐国徳美藩）。守谷は幕府直轄領となり、伊丹勝長らによる代官支配となった。寛永15年（1638年）から守谷は堀田正盛領（はじめ松本藩主、寛永19年（1642年）より佐倉藩主）となった。

#### 堀田正俊
慶安4年（1651年）、堀田正盛は将軍徳川家光に殉死した。正盛の三男の堀田正俊（12歳）は、父の遺領のうちから下総国・常陸国内で1万石を分けられ、従前の知行地3000石と合わせて1万3000石の大名となった。正俊は守谷に陣屋を構えた。この頃の正俊の家臣団は士分108人であったが、そのうち92人が江戸詰めで、守谷の陣屋には16人のみが詰めていた。
万治3年（1660年）に正俊は奏者番に就任するなど、幕府官僚として活発な活動を見せていた。なお万治3年（1660年）には兄の堀田正信が幕政を批判して佐倉に無断帰国しており、正盛は上使として佐倉に赴き、兄に佐倉からの退去命令を伝える役目を果たしている。堀田家の史料「叢翁紀羽林公家譜」によれば、寛文5年（1665年）に正俊は知行地である守谷に赴いている。正俊が「守谷目付」2人に対して家臣統制と民政の基本方針を示した「目付心得三条」と呼ばれる年月不明の覚書が伝わっているが、この「参勤交代」が行われた時期とも推測される。
寛文7年（1667年）、正俊は7000石を加増の上で領地を上野国に移され、安中藩主となった。

#### 酒井忠挙
寛文8年（1668年）、大老酒井忠清の子・酒井忠挙は、部屋住みのまま下総国・武蔵国・相模国・上野国・常陸国5か国内で2万石を与えられた。このうち1万石が守谷周辺に所在し、忠挙は守谷に陣屋を構えた。寛文10年（1670年）に守谷領への初入部を行い、翌年には正八幡宮（守谷市本町）に参詣して鏑矢を奉納した。
忠挙は守谷領において寛文12年（1672年）以来4回にわたって検地をおこなった。寛文期に利根川の開鑿が行われ（利根川東遷事業参照）、農地開発がすすめられたことが背景としてあり、利根川の堤外地が年貢賦課の対象となるなど、年貢増徴が図られた。天和元年（1681年）、忠挙は酒井家の家督を継いで上野国前橋藩主となるが、この際に部屋住み時代に与えられた2万石は収公された。
『改訂増補 守谷志』などの郷土史的著作では、「最後の城主」酒井忠挙が天和元年（1681年）に前橋に移ったことにより守谷城は廃城となった、という認識が記される。

## 歴代藩主
#藩史節で述べた通り、「藩主」にどこまで含むかには諸説がある。

### 土岐家
譜代 1万石
1. 定政（さだまさ） 従五位下山城守
2. 定義（さだよし） 従五位下山城守
3. 頼行（よりゆき） 従五位下山城守

### 堀田家
譜代 1万3000石
- 正俊

### 酒井家
譜代 2万石
- 忠挙

## 領地

### 守谷領
守谷は中世の相馬御厨に含まれる。「もりや」という地名が確認されるのは、14世紀末から15世紀初頭に記されたと推定される史料「上総国并下総国内岩松氏本知行分注文」に「北相馬守屋」として現れるのが初出という。
土岐定政に与えられた1万石の領地には下記の村が含まれていた。
- 現在の守谷市域：乙子、小山、鈴塚、高野、同地、赤法花、立沢、野木崎、大木、守谷
- 現在の取手市域：戸頭、米野井、野々井、稲、大鹿、取手、市ノ代、上高井、下高井、貝塚
- 現在の常総市域：坂手、報恩寺、大塚戸、菅生
- 現在のつくばみらい市域：青古新田、長渡呂新田、青木
- 現在の坂東市域：神田山、幸田

#### 守谷城

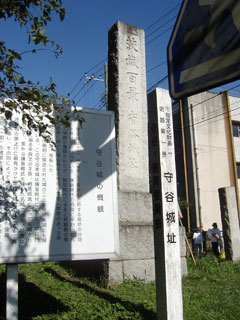
守谷城址石碑（右奥は守谷小学校）

戦国期の守谷城は、内海あるいは湖沼地帯に突き出した台地上に位置する、天然の要害であった。城の大手門は現在の守谷小学校前に位置していた。この城の縄張りの説明に用いられる用語（曲輪の名称など）は書籍によってまちまちであるが、『守谷城と下総相馬氏』に従えば、清水門より奥の半島先端部が「城山地区」、清水門と大手門に挟まれた地区が「城内地区」、大手門外が「城下地区」とまとめられている。
「城山地区」は「詰めの城」としての役割を担った中核部分であり、現代では守谷城址公園の「城址ゾーン」として、往時の城跡が残されている。「城内地区」は大手門の内側にあたり、発掘調査では家臣の屋敷や倉庫と考えられる建物遺構などが検出されている。明治初年の地図には、清水門手前の守谷小学校校庭にあたる場所に「陣屋跡」が記されており、堀田氏以降の陣屋が置かれた可能性がある。このほか、重臣25人の屋敷があったという「二十五軒」や、家老井上九左衛門の屋敷があったという「九左衛門屋敷」など、土岐氏時代に由来するという地名が残っていた。「城下地区」は大手門の外側にあって「城下町」として機能した地区である。南の薬師堂付近には土塁跡があり、総構えがあったと見なされる。城下地区は、のちの守谷町の中心地となる。

#### 城下町・守谷

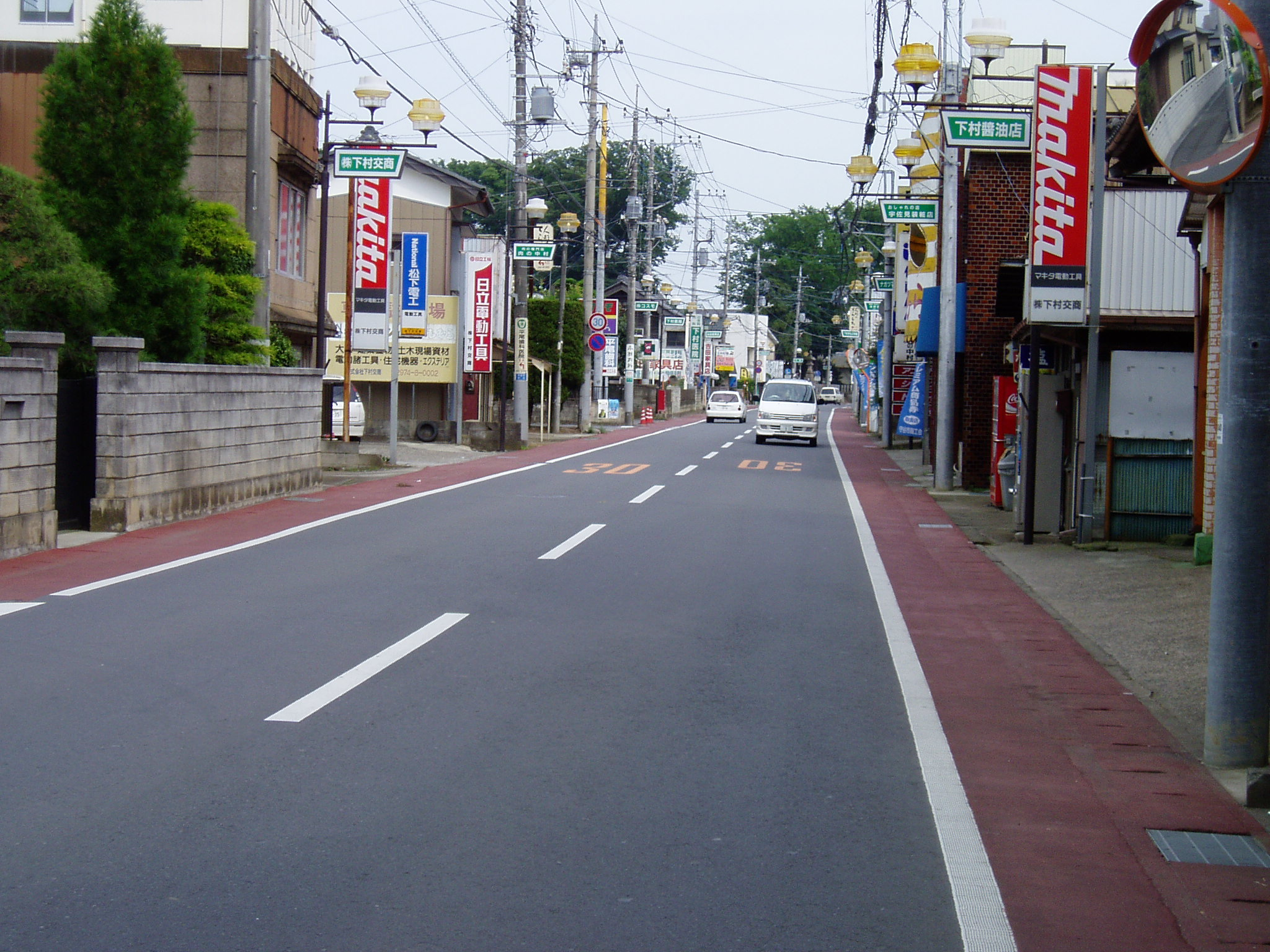
守谷市本町の旧銚子街道（2009年撮影）

守谷には江戸時代、常陸国下館から銚子に至る街道（銚子街道、房総街道）が通っており、この街道に沿う形で小規模ながら町場が発展した。「城下町」としての役割を終えた後も、守谷は在郷町として周辺農村との商品流通の中心地として機能した。